# Publius Sempronius Sophus (consul en -304)
Pour les articles homonymes, voir Publius Sempronius Sophus.
Publius Sempronius Sophus est un homme politique de la République romaine. Père de Publius Sempronius Sophus (consul en 268 av. J.-C.). Plébéien, il s'oppose aux patriciens conservateurs, et devient un des premiers plébéiens à entrer dans le Collège des pontifes.

## Biographie
En 310 av. J.-C., Sempronius est tribun de la plèbe. Il exige que le patricien Appius Claudius Caecus quitte sa magistrature de censeur à l'issue du délai de dix-huit mois imposé par la Lex Aemilia votée en  434 av. J.-C. Sur le refus de Claudius, Sempronius donne l'ordre de l'arrêter et de l'emprisonner, mais Claudius fait appel de cette décision, obtient le veto de trois tribuns sur les dix tribuns de la plèbe, et poursuit ainsi seul son mandat jusqu'à cinq ans.
En 304 av. J.-C., Sempronius est consul avec Publius Sulpicius Saverrio. Il parcourt le Samnium avec ses troupes sans rencontrer d'hostilité, sur quoi le Sénat accepte de renouveler le traité de paix avec les Samnites. Puis Sempronius fait campagne contre les Eques, anciens alliés des Samnites, ravage leur territoire et les force à se soumettre à Rome. Cette victoire lui vaut les honneurs du triomphe,.
En 300 av. J.-C., sur proposition des tribuns de la plèbe  Quintus Ogulnius et Cneius Ogulnius, quatre sacerdoces de pontifes réservés aux plébéiens sont ajoutés aux quatre existants que se réservaient les patriciens. Sempronius et trois autres sont les premiers plébéiens qui accèdent à ce sacerdoce. Toujours en en 300 av. J.-C., Sempronius est élu censeur avec Publius Sulpicius Saverrio. Au cours de leur recensement, ils ajoutent deux nouvelles tribus, l'Aniensis et la Teretina.
En 296 av. J.-C., au cours de la Troisième guerre samnite, Sempronius, en tant que préteur est chargé d'organiser la défense de Rome contre la  coalition formée par les Ombriens, les Étrusques et les Samnites.